# Warneckea membranifolia
Warneckea membranifolia är en tvåhjärtbladig växtart som först beskrevs av Joseph Dalton Hooker, och fick sitt nu gällande namn av Jacq.-fél.. Warneckea membranifolia ingår i släktet Warneckea och familjen Melastomataceae. Inga underarter finns listade i Catalogue of Life.